# Улдіс Чалпа
Улдіс Чалпа (латис. Uldis Čalpa; народився 4 вересня 1991 у м. Рига, Латвія) — латвійський хокеїст, воротар. Виступає за ХК «Рига» у Молодіжній хокейній лізі.
Виступав за СК ЛСПА/Рига, ХК «Рига» (МХЛ).